# Trần Quý Hai
Trần Quý Hai (1913-1985) là một tướng lĩnh cấp cao trong Quân đội nhân dân Việt Nam, quân hàm Trung tướng. Ông nguyên là Phó Tổng tham mưu trưởng Quân đội nhân dân Việt Nam, Thứ trưởng Bộ Quốc phòng kiêm Phó Chủ nhiệm Ủy ban Kế hoạch nhà nước, Chánh Thanh tra quân đội, Trưởng Ban Cơ yếu Trung Ương, Chủ nhiệm Tổng cục Hậu cần. Nguyên Xứ uỷ viên dự khuyết Xứ uỷ Trung Bộ, Uỷ viên Trung ương Đảng khoá III. Ông được chủ tịch nước tặng Huân chương Sao vàng.

## Tiểu sử
Ông tên thật là Bùi Chấn, quê ở xã Châu Sa (Gò Rồng, Kim Lộc, Tịnh Châu); nay là xã Tịnh Châu, thành phố Quảng Ngãi, tỉnh Quảng Ngãi.

##### +Trong kháng chiến chống Pháp:
- Năm 1930, ông được Kết nạp vào Đảng viên Đảng Cộng sản Việt Nam.
- Năm 1939, ông bị giặc Pháp bắt, giam ở nhà lao Quảng Ngãi, Ban Mê Thuột. Năm 1944 đưa đi an trí ở  "căng" giam tù chính trị Ba Tơ, tại đây ông tham gia thành lập chi bộ Đảng (Tỉnh ủy lâm thời) trong tù.
- Tháng 3 năm 1945, khi Nhật đảo chính Pháp, ông tham gia thành lập Ủy ban Vận động cứu quốc tỉnh Quảng Ngãi, tham gia lãnh đạo Khởi nghĩa Ba Tơ, rồi khởi nghĩa giành chính quyền tỉnh Quảng Ngãi. Ông được bầu làm Bí thư Tỉnh ủy, Ủy viên thường trực Ủy ban kháng chiến tỉnh Quảng Ngãi.
- Năm 1946, là Xứ uỷ viên dự khuyết Xứ uỷ Trung Bộ, phụ trách ba tỉnh Bình Định, Phú Yên, Khánh Hoà. Sau đó ông gia nhập Quân đội. Cuối 1946 Trung ương điều ra Huế tham gia Ủy viên Dân - Chính - Đảng Thừa Thiên Huế, Chính trị ủy viên Trung đoàn Trần Cao Vân (e101)
- Những năm 1947 - 1952: Chính uỷ, rồi Tư lệnh Mặt trận Bình-Trị-Thiên, Phó Bí thư Liên khu 4.
- 1953-1954: chính ủy đầu tiên Đại đoàn 325, Chính ủy mặt trận Trung Lào, Tư lệnh kiêm Chính ủy Mặt trận Hạ Lào - Đông bắc Campuchia.

###### +Năm 1955 ông tập kết ra Bắc:
- Tháng 3 năm 1955, ông được bổ nhiệm làm Trưởng Ban Nghiên cứu sân bay, trực thuộc Bộ Tổng Tham mưu, đơn vị tiền thân của Không quân Nhân dân Việt Nam (Ngày 3 tháng 3 năm 1955, được lấy làm ngày truyền thống của Không quân Nhân dân Việt Nam).
- 9/1955-1960, Phó Tổng tham mưu trưởng Quân đội nhân dân Việt Nam, Bí thư Đảng ủy Bộ Tổng Tham mưu.
- 1961 - 1963, Thứ trưởng Bộ Quốc phòng kiêm Phó Chủ nhiệm Ủy ban Kế hoạch nhà nước kiêm Chủ nhiệm Tổng cục Hậu cần, Bí thư Đảng ủy Tổng cục Hậu cần.
- 1971-1972, Thứ trưởng Bộ Quốc phòng, kiêm Phó Tổng tham mưu trưởng Quân đội nhân dân Việt Nam. Ông từng là Tư lệnh Mặt trận Đường 9 Khe Sanh, Tư lệnh Mặt trận B5 – Quảng Trị.

- 1973-1980, Ủy viên Thường vụ Quân ủy Trung ương, Thứ trưởng thường trực Bộ Quốc phòng, Phó Tổng tham mưu trưởng Quân đội nhân dân Việt Nam kiêm Chủ nhiệm Ủy ban Thanh tra quân đội.
- 1980-1985, Thứ trưởng Bộ Quốc phòng kiêm Trưởng Ban Cơ yếu Trung ương.
- Tại Đại hội Đảng toàn quốc lần thứ III (tháng 9 năm 1960) ông được bầu là Ủy viên dự khuyết, tới Hội nghị TW lần thứ 9 khóa III (12/1963): được chuyển thành Uỷ viên Chính thức Ban Chấp hành Trung ương Đảng Lao động Việt Nam khoá III (1960-1976).

## Lịch sử thụ phong quân hàm
| Quân hàm | Tập tin:Vietnam People's Army Major General.jpg | Tập tin:Vietnam People's Army Lieutenant General.jpg |  |  |  |  |  |  |  |  |
| Cấp bậc  | Thiếu tướng                                     | Trung tướng                                          |  |  |  |  |  |  |  |  |
|          |                                                 |                                                      |  |  |  |  |  |  |  |  |

## Khen thưởng và Vinh danh
- Huân chương Sao vàng (Truy tặng: 28/4/2008)[5].
- Huân chương Hồ Chí Minh
- 2 Huân chương Quân công hạng Nhất
- Huân chương Chiến thắng hạng Nhất
- Huân chương Kháng chiến hạng Nhất
- Huân chương Kháng chiến chống Mỹ cứu nước hạng Nhất

^ Tên ông [Trần Quý Hai], được gắn biển cho:
*Đường Trần Quý Hai tại phường Trần Phú, thành phố Quảng Ngãi.
*Một đường phố thuộc Phường Hòa Thọ Đông, Quận Cẩm Lệ, Đà Nẵng.
*Một đường phố tại KĐT Vĩnh Điềm Trung, thành phố Nha Trang, tỉnh Khánh Hoà.
* Trường Tiểu Học và Trường Trung Học Cơ Sở tại Xã Tịnh Châu, Thành phố Quảng Ngãi được mang tên ông [Trần Quý Hai].
*Di tích Nhà Lưu niệm Trung tướng Trần Quý Hai tại Kim Lộc, xã Tịnh Châu, thành phố Quảng Ngãi, tỉnh Quảng Ngãi được xếp hạng di tích cấp Tỉnh.

## Tác phẩm
• Tác phẩm hồi ký "Những ngày khói lửa" (mà Ông là tác giả) - Đây là một tác phẩm tiểu thuyết tự truyện, viết về giai đoạn tác giả ở Chiến khu Hòa Mỹ và Chiến khu Dương Hòa của tỉnh Bình Trị Thiên trong cuộc thời kỳ Chiến tranh Đông Dương (1946-1954) và một phần được viết ở chiến khu Quảng Bình - Quảng Trị - Huế trong thời kỳ đầu Chiến tranh Việt Nam.
• Theo cuốn "Bên thắng cuộc" thì ông nguyên là Phó Tổng tham mưu trưởng Quân đội nhân dân Việt Nam, Thứ trưởng thường trực BQP, là người trực Quân ủy Trung ương vào ngày xảy ra Sự kiện Vịnh Bắc Bộ lần thứ nhất (ngày 2 tháng 8 năm 1964), và chính ông đã ra lệnh cho phép nổ súng.